# Ludothèque

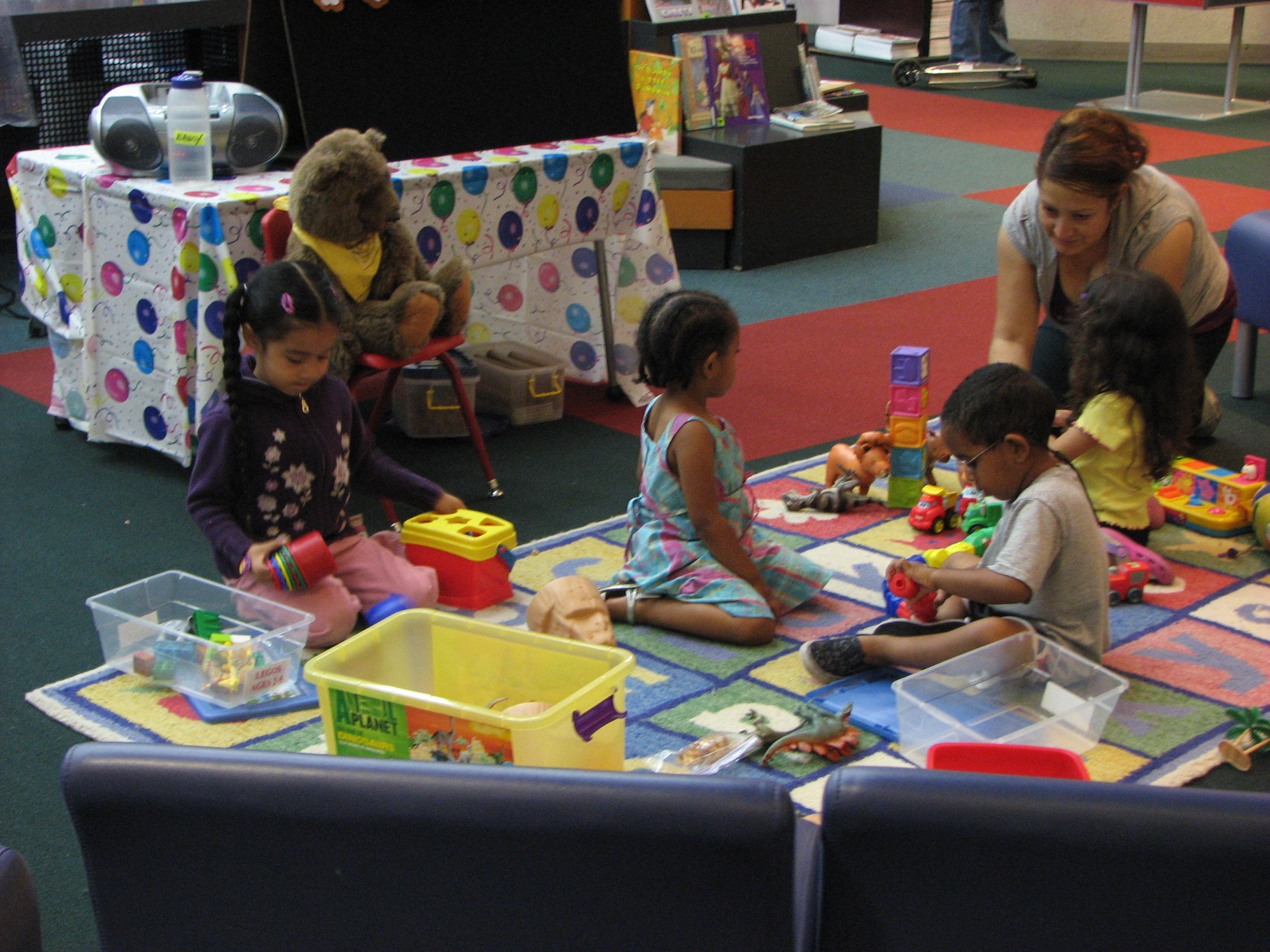
Une ludothèque.

Une ludothèque est un équipement culturel associatif ou public mettant à la disposition de ses membres des jouets, des jeux de société et des espaces de jeu. Ses principales activités sont le jeu sur place et le prêt de jeux et jouets ; ses interventions se déroulent dans ses locaux ou dans d'autres structures, les écoles, les centres sociaux, les hôpitaux, les centres de détention, les comités d'entreprise, etc.
Le mot est formé à partir du latin ludus (« jeu ») et du grec θήκη / thḗkē (« lieu de dépôt »).
Le terme joujouthèque que l'on trouve essentiellement dans le Sud-Est de la France et au Québec a été créé par les fondatrices de la Joujouthèque de Lyon en 1972. Il a ensuite été introduit au Québec.
La ludothèque, comme centre culturel de proximité, ouvert sur l'extérieur, favorise les rencontres et les liens sociaux. Comme lieu de prêt de jeux et jouets, elle met ses ressources ludiques à la disposition de tous. Comme centre d'animation elle permet que tous les publics, quels que soient l'âge ou les compétences des joueurs, puissent participer à des temps de loisirs adaptés et de bonne qualité.
Les ludothécaires et les animateurs-jeu assurent la mise en place des espaces de jeu et le conseil pour les prêts. Leur présence facilite l'entrée en jeu et les échanges entre participants autour des objets de jeu et des règles du jeu.

## Histoire
Dates d'apparition des premières ludothèques dans le monde :
- Aux États-Unis en 1934[5];
- Au Danemark en 1959[5];
- En Suède en 1963[5];
- En Grande-Bretagne en 1967[5];
- En France en 1967[6] ;
- En Norvège en 1969[5];
- En Allemagne en 1970[5];
- En Belgique en 1973[5];
- En Suisse en 1974[6];
- Aux Pays-Bas en 1976[6];
- Au Québec (Canada) en 1980[7].

## Types de ludothèque
Certaines ludothèques font le choix de limiter leurs interventions à des joueurs particuliers comme les jeunes enfants, adolescents, personnes handicapées, adultes ou seniors ; d'autres se spécialisent autour d'un type de jeu comme les jeux traditionnels, les jeux vidéo ou les jeux de construction maison.
On retrouve les types de ludothèque suivants :
- Les ludothèques associatives (constituées en association selon la loi)[8];

- Les ludothèques municipales[9];
- Les ludothèques situées dans les centres sociaux et les centres d’animation[9];
- Les ludothèques de comité d’entreprise[9];
- Les ludothèques d’hôpitaux[10];
- Les ludothèques pour personnes handicapées[10];
- Les ludothèques associées aux écoles[11];
- Les ludothèques associées à des bibliothèques[11].

## Réseau de ludothèques
L’International Toy Library Association (ITLA), l’association internationale des ludothèques, organise chaque année des conférences, rencontres et ateliers thématiques sur le monde du jeu et des ludothèques. Elle naît à Turin en 1990 à l’occasion du 5e congrès international des ludothèques. En 2023, elle s'organise de façon continentale avec trois réseau, le réseau Américain, Asiatique et Européen
L’Association des Ludothèques Françaises (ALF) a pour objet de fédérer, représenter et accompagner les ludothèques et les structures ludiques françaises qui partagent son projet politique et les façons de faire autour du jeu qui y sont décrites. Créée en 1979, elle compte désormais près de 800 structures adhérant occasionnellement ou annuellement. Elle s’organise de façon régionale grâce aux ALF régionales tenues par des bénévoles.

## Classification des jeux et des jouets
Les ludothèques ou joujouthèques possèdent différents jeux et objets disparates à organiser d’une manière logique et efficace en vue de les retrouver et pouvoir les prêter selon leurs dimensions éducatives. Plusieurs d’entre-elles utilisent le système de classement ESAR.
Le modèle de classement ESAR a été développé par Denise Garon Ph. D. à la fin des années 70. Le système a été implanté pour la première fois dans différentes bibliothèques et joujouthèques au Québec lors d’un projet porté par la Centrale des bibliothèques du Québec en 1980. Il est maintenant utilisé dans 31 pays.
Ce système classe les jeux selon différentes facettes complémentaires représentant les aspects cognitifs, les aspects liés aux habiletés et les aspects comportementaux. D’abord, les jeux sont classés selon la structure mentale prédominante qu’ils sollicitent. Il en résulte quatre (4) catégories de jeu : les jeux d’Exercice sensori-moteur, les jeux de fiction Symbolique, les jeux d’Assemblage constructif et finalement, les jeux qui respectent la Règle. Ensuite, le système identifie le type d’habileté prédominante à travers trois (3) répertoires d’habiletés soit : la manipulation-exploration, l’imitation et la création. Finalement, le système classe les jeux selon la participation sociale. Les comportements sociaux sont définis selon quatre (4) échelons : 1. Le comportement solitaire 2. Le comportement parallèle 3. Le comportement compétitif et 4. Le comportement coopératif. 